# Nguyễn Đắc Vinh
Nguyễn Đắc Vinh (sinh ngày 25 tháng 11 năm 1972) là phó giáo sư, tiến sĩ hóa học và chính trị gia người Việt Nam. Ông hiện là Chủ nhiệm Ủy ban Văn hóa, Giáo dục của Quốc hội. Trong Đảng Cộng sản Việt Nam, ông hiện là Ủy viên Ban Chấp hành Trung ương Đảng Cộng sản Việt Nam khóa XIII, nguyên Ủy viên Ban Chấp hành Trung ương Đảng Cộng sản Việt Nam khóa XII, nguyên Phó Chánh Văn phòng Trung ương Đảng, nguyên Bí thư Tỉnh ủy Nghệ An, từng là Bí thư thứ nhất Trung ương Đoàn Thanh niên Cộng sản Hồ Chí Minh.

## Xuất thân
Ông sinh ngày 25 tháng 11 năm 1972, quê quán ở phường Quỳnh Dị, thị xã Hoàng Mai, tỉnh Nghệ An.
Cha mẹ ông, tiến sĩ Nguyễn Thụa và kỹ sư Trần Thị Luật, đều đã từng là lưu học sinh tại Đức và Tiệp Khắc.

## Giáo dục
Nguyễn Đắc Vinh sinh ra tại Nghệ An và lớn lên tại Hà Nội. Tốt nghiệp tú tài trường cấp III Yên Hoà, Hà Nội, thi đại học đạt điểm cao, ông được cử đi du học đại học và sau đại học tại trường Đại học Tổng hợp Kỹ thuật Bratislava (Slovakia – Tiệp Khắc cũ) từ 1990 – 2000.

## Sự nghiệp

### Đại học Quốc gia Hà Nội
Năm 2000, sau khi bảo vệ luận án tiến sĩ hoá học, ông về Việt Nam, làm giảng viên Khoa Hóa học, lên đến chức Phó Chủ nhiệm khoa Hóa, Trường Đại học Khoa học Tự nhiên, Đại học Quốc gia Hà Nội.
Ông trưởng thành trong công tác đoàn thể, được kết nạp Đảng Cộng sản Việt Nam ngày 24 tháng 11 năm 2003, chính thức ngày 24 tháng 11 năm 2004. Năm 2006, ông là một trong 10 gương mặt trẻ Việt Nam tiêu biểu.
Tháng 5 năm 2007, ông được bầu làm Bí thư Đoàn Đại học Quốc gia Hà Nội.
Tháng 12 năm 2007, ông được Hội đồng chức danh nhà nước phong tặng chức danh Phó giáo sư (và là phó giáo sư trẻ nhất năm đó), và được bổ nhiệm giữ chức Phó Chủ nhiệm khoa Hóa học.

### Trung uơng Đoàn
Tháng 12 năm 2007, ông được bầu làm Ủy viên Ban Thường vụ Trung ương Đoàn Thanh niên Cộng sản Hồ Chí Minh.
Tháng 8 năm 2008, ông được bầu làm Bí thư Ban Chấp hành Trung ương Đoàn Thanh niên Cộng sản Hồ Chí Minh kiêm Trưởng ban Thanh niên Trường học, kiêm Chủ tịch Hội Sinh viên Việt Nam (từ tháng 2 năm 2009), Giám đốc Học viện Thanh thiếu niên Việt Nam (từ tháng 6 năm 2009), Phó Chủ tịch Hội Liên hiệp Thanh niên Việt Nam (tháng 10 năm 2009 – tháng 5 năm 2010).
Tại Đại hội Đảng lần thứ XI, ông được bầu là Ủy viên dự khuyết Ban Chấp hành Trung ương Đảng Cộng sản Việt Nam khóa XI.
Năm 2011, ông được bầu làm Đại biểu Quốc hội Việt Nam khóa XIII nhiệm kì 2011-2016 tỉnh Đắk Nông.
Ngày 5 tháng 10 năm 2011, tại Hội nghị Ban Chấp hành Trung ương Đoàn lần thứ 11 khóa IX, ông được bầu là Bí thư thứ nhất Ban Chấp hành Trung ương Đoàn Thanh niên Cộng sản Hồ Chí Minh khóa IX.
Ngày 13 tháng 12 năm 2012, tại Đại hội Đoàn toàn quốc lần thứ X, ông tái đắc cử Bí thư thứ nhất Ban Chấp hành Trung ương Đoàn Thanh niên Cộng sản Hồ Chí Minh khóa X.
Ngày 26 tháng 1 năm 2016, tại Đại hội đại biểu toàn quốc lần thứ 12 của Đảng Cộng sản Việt Nam, ông tiếp tục được bầu làm ủy viên Ban Chấp hành Trung ương Đảng Cộng sản Việt Nam khóa 12 nhiệm kì 2016-2021.

### Tỉnh ủy Nghệ An
Sáng ngày 16 tháng 4 năm 2016, theo Quyết định của Bộ Chính trị Ban Chấp hành Trung ương Đảng Cộng sản Việt Nam, ông được điều động giữ chức Bí thư Tỉnh ủy Nghệ An nhiệm kỳ 2015-2020, trở thành một trong những vị Bí thư trẻ nhất Đảng bộ tỉnh này trong lịch sử tại thời điểm nhận nhiệm vụ.

### Phó Chánh văn phòng Trung ương Đảng
Ngày 23 tháng 12 năm 2019, theo Quyết định số 1728-QĐNS/TW của Bộ Chính trị, ông được điều động, phân công giữ chức vụ Phó Chánh Văn phòng Trung ương Đảng.
Ngày 30 tháng 1 năm 2021, tại Đại hội đại biểu toàn quốc lần thứ 13 của Đảng Cộng sản Việt Nam, ông tiếp tục được bầu làm ủy viên Ban Chấp hành Trung ương Đảng Cộng sản Việt Nam khóa 13 nhiệm kì 2021-2026.

### Trung uơng Đảng
Tại Đại hội Đảng lần thứ XI, ông được bầu là Ủy viên dự khuyết Ban Chấp hành Trung ương Đảng Cộng sản Việt Nam khóa XI.
Ngày 23 tháng 12 năm 2019, theo Quyết định số 1728-QĐNS/TW của Bộ Chính trị, ông được điều động, phân công giữ chức vụ Phó Chánh Văn phòng Trung ương Đảng.
Ngày 30 tháng 1 năm 2021, tại Đại hội đại biểu toàn quốc lần thứ 13 của Đảng Cộng sản Việt Nam, ông tiếp tục được bầu làm ủy viên Ban Chấp hành Trung ương Đảng Cộng sản Việt Nam khóa 13 nhiệm kì 2021-2026.

### Quốc hội
Chiều ngày 6 tháng 4 năm 2021, tiếp tục chương trình kỳ họp thứ 11 của Quốc hội khóa XIV, Quốc hội đã thông qua Nghị quyết xác nhận kết quả bầu Ủy viên Ủy ban Thường vụ Quốc hội đối với ông Nguyễn Đắc Vinh.
Sau đó sáng ngày 7 tháng 4 năm 2021, ông Nguyễn Đắc Vinh được Quốc hội bầu làm Chủ nhiệm Ủy ban Văn hóa, Giáo dục, Thanh niên, Thiếu niên và Nhi đồng của Quốc hội .
Từ tháng 7 năm 2021: Ủy viên Trung ương Đảng khóa XIII, Ủy viên Ủy ban Thường vụ Quốc hội, Chủ nhiệm Ủy ban Văn hóa, Giáo dục của Quốc hội khóa XV.